# Amulet (película)
Amulet es una película británica de terror de 2020 escrita y dirigida por Romola Garai. La película está protagonizada por Carla Juri, Imelda Staunton y Alec Secăreanu. Se estrenó en el Festival de Cine de Sundance 2020 y fue lanzada en los Estados Unidos el 24 de julio de 2020.

## Sinopsis
Tomaz es un refugiado que ha escapado de la guerra que sufre su país natal. Perseguido por su pasado, encuentra refugio en una casa claustrofóbica y medio en ruinas en la que habita una joven mujer y su madre enferma. A medida que comienza a enamorarse de su nueva compañera de piso, Tomaz siente que una presencia maligna podría estar viviendo con ellos y poniendo su vida en peligro.

## Argumento
La película comienza con el exsoldado Tomaz (Alec Secăreanu) desenterrando un amuleto en un puesto de avanzada en el bosque. Se hace evidente que aquí es donde estaba destinado en su antiguo país, del que finalmente escapó para llegar a Londres. Tomaz tiene periódicamente recuerdos de esta época y de Miriam (Angeliki Papoulia), una mujer que se refugió con él después de que él le perdonó la vida cuando la sorprendió tratando de cruzar la frontera.
En Londres, Tomaz trabaja como jornalero mientras duerme en un edificio abandonado con otros refugiados. Cuando el edificio se incendia, se ve obligado a huir repentinamente en la noche. Incapaz de respirar por el humo, se derrumba en un callejón y es descubierto por la hermana Claire (Imelda Staunton), una monja. Después de visitarlo en el hospital, ella le sugiere una mejor forma de vida y lo lleva a una casa, y le explica que una mujer que vive allí, Magda (Carla Juri), necesita ayuda con el mantenimiento de la casa mientras cuida de su madre moribunda. Mientras se aleja, se la ve tirando el dinero de Tomaz (que él pensó que se había perdido) en la alcantarilla.
Magda deja en claro que no quiere que Tomaz esté allí y él también se resiste a quedarse. Sin embargo, los dos se acostumbran el uno al otro y Tomaz intenta realizar reparaciones. Al intentar arreglar las tuberías de agua, Tomaz descubre un murciélago vivo obstruyendo el inodoro. Lo mata, pero no antes de que lo muerda.
Tomaz finalmente ve a la madre de Magda, a quien mantiene encarcelada en el ático. Aunque está muy enferma, ataca a Magda frente a Tomaz y él se vuelve protector con ella. La lleva a la ciudad, cumpliendo su deseo de salir a bailar toda la noche si estaba libre.
Más tarde, al regresar a casa, Magda y Tomaz ven a su madre dando a luz a una de las criaturas parecidas a murciélagos que ve en el inodoro. Tomaz va a consultar a la hermana Claire, y ella le dice que la madre es un demonio y que Magda y ella han sido encargadas de mantenerlo contenido durante años. Tomaz regresa a la casa decidido a matar al demonio y salvar a Magda, sin embargo, después de apuñalar al demonio en la garganta, muerde y ataca a Tomaz solo para ser detenido por Magda.
Tomaz luego retrocede a su tiempo con Miriam. Desarrollando un enamoramiento por ella, la insta a quedarse con él hasta el final de la guerra y la protege de sus compañeros soldados. Sin embargo, después de descubrirla tratando de irse en un intento por reunirse con su hija, él la persigue y la viola.
Al despertar en la casa, Tomaz, decidido a proteger a Magda, regresa y ataca al demonio. Una vez que lo decapita, se da cuenta de que el cuerpo anfitrión era en realidad el del anterior ocupante de la casa, un hombre que asesinó a sus hijos. La hermana Claire explica que ahora es el nuevo anfitrión y le pregunta quién quiere que sea su tutor. Exige que Magda lo vigile. Más tarde, Tomaz se enferma. Cuando su estómago comienza a moverse, él también da a luz a una de las criaturas.
Más tarde, Magda conduce hasta una tienda de conveniencia donde Miriam está trabajando en el mostrador. Después de asegurarse de que Miriam está bien, se marcha y arroja algo de comida en la parte de atrás donde Tomaz se esconde debajo de una manta.

## Reparto
- Carla Juri como Magda
- Alec Secăreanu como Tomaz
- Angeliki Papoulia como Miriam
- Imelda Staunton como Hermana Claire
- Anah Ruddin como Madre

## Producción
La película fue anunciada en abril de 2018, junto con el elenco. La producción comenzó en otoño de 2018, con el título original de Outside. Matthew James Wilkinson, el productor de la película, lo llamó "terror feminista" y que Garai "definitivamente quería echar un vistazo a lo que está sucediendo en términos de política de género reciente y ponerlo de cabeza".

## Lanzamiento
Amulet se estrenó en la sección Midnight del Festival de Cine de Sundance el 26 de enero de 2020, y se estrenó en los Estados Unidos el 24 de julio de 2020 en cines limitados y vídeo bajo demanda a cargo de la franquicia de terror de Magnolia Pictures, Magnet Releasing.

## Recepción
En el sitio web del agregador de reseñas Rotten Tomatoes, la película tiene una calificación de aprobación del 71% según 75 reseñas, con una calificación promedio de 6.29 sobre 10. El consenso de los críticos del sitio web dice: "Aunque su fría sensación de pavor nunca se convierte en un terror escalofriante, Amulet sigue siendo una diversión inteligente y sólidamente inquietante para los fanáticos del género que buscan el horror de desarrollo lento". En Metacritic, la película tiene un puntaje promedio ponderado de 64 sobre 100, basado en 19 críticas, lo que indica "críticas generalmente favorables".
David Rooney de The Hollywood Reporter calificó la película de "inteligente y con estilo" y escribió: "Garai construye suspenso de manera constante mientras mantiene sus intenciones enigmáticas hasta bastante tarde en la acción. Con el tiempo, reúne misterios del pasado con terrores del presente en una salida. Hay un acto final con un estilo de Dario Argento que va a toda máquina, mezclando efectos digitales y hechos a mano en un mar de rojos chillones y extrañas visiones paganas". Justin Chang de Fresh Air calificó la película como un "fenómeno sobrenatural intensamente espeluznante" y elogió la escritura y la dirección como "sorprendentemente seguras" de Garai.

## Premios y nominaciones
| Premio                     | Categoría               | Nominado        | Resultado | Ref(s) |
| -------------------------- | ----------------------- | --------------- | --------- | ------ |
| Fright Meter Awards        | Mejor Actriz de Reparto | Imelda Staunton | Nominado  | [ 11 ] |
| L'Etrange Festival         | Mejor Película          | Amulet          | Nominado  | [ 12 ] |
| Festival de Cine de Sitges | Mejor Película          | Amulet          | Nominado  | [ 13 ] |